# Elvir Rahimić
Elvir Rahimić (Živinice, 1976. április 4. –) válogatott bosnyák labdarúgó, középpályás, edző.

## Pályafutása

### Klubcsapatban
1994 és 1997 között a Bosna Visoko, 1997–98-ban a szlovén, Interblock Ljubljana, 1998–99-ben az osztrák Vorwärts Steyr labdarúgója volt. 1999-től Oroszországban játszott. 1999 és 2001 között az Anzsi Mahacskala csapatában szerepelt, majd 2001 és 2014 között a CSZKA Moszkva játékosa volt. A CSZKA-val öt bajnoki címet és hat oroszkupagyőzelmet szerzett. Tagja volt a 2004–05-ös idényben UEFA-kupa-győztes csapatnak.

### A válogatottban
2007 és 2013 között 40 alkalommal szerepelt a bosnyák válogatottban.

### Edzőként
2013-ban az orosz CSZKA Moszkva csapatánál kezdte edzői pályafutását, majd 2018–19-ben a bosnyák válogatott edzője volt. 2021 óta a válogatottnál a bolgár Ivajlo Petev egyik segédedzőjeként tevékenykedik.

## Sikerei, díjai
CSZKA Moszkva
- Orosz bajnokság
  - bajnok (5): 2003, 2005, 2006, 2012–13, 2013–14
- Orosz kupa
  - győztes (6): 2002, 2005, 2006, 2008, 2009, 2013
- Orosz szuperkupa
  - győztes (5): 2004, 2006, 2007, 2009, 2013
- UEFA-kupa
  - győztes: 2004–05